# Seto (Ehime)
Seto (瀬戸町, Seto-chō) era uma cidade localizada no Distrito de Nishiuwa, em Prefeitura de Ehime, Japão.
Em 2000, a cidade possuía uma população estimada em 2.813 habitantes e uma densidade de 84,01 hab./km². A área total foi de 32,09 quilômetros quadrados. 

Em 1 de abril de 2005, Seto, juntamente com a cidade de Misaki (também do Distruto de Nishiuwa), foi incorporada à cidade expandida de Ikata. 